# Ryczałt od przychodów ewidencjonowanych
Ryczałt od przychodów ewidencjonowanych ist eine vereinfachte Form der Erhebung der Einkommensteuer in Polen. Sie kann von Personen gewählt werden, die Einkünfte aus einem Gewerbebetrieb oder aus Miete/Pacht oder ähnlichen Verträgen beziehen. Allerdings darf der in Art. 6 genannte Betrag im Jahr, der dem Steuerjahr vorangeht, nicht überschritten worden sein. Die in Art. 8 genannten Tätigkeiten sind von der Inanspruchnahme ausgeschlossen. Die Steuer wird auf Einnahmen, die um Verlustvorträge und Ausgaben nach Art. 26 Abs. 1 Einkommensteuergesetz vermindert werden können, erhoben. Werbungskosten bzw. Betriebsausgaben sind nicht absetzbar.
Steuertarif: Art. 12

## Grundlage
- Ustawa z dnia 20 listopada 1998 r. o zryczałtowanym podatku dochodowym od niektórych przychodów osiąganych przez osoby fizyczne – Rozdział 2